# Sphenomorphus nigrolineata
Sphenomorphus nigrolineata este o specie de șopârle din genul Sphenomorphus, familia Scincidae, descrisă de Boulenger 1897. A fost clasificată de IUCN ca specie cu risc scăzut. Conform Catalogue of Life specia Sphenomorphus nigrolineata nu are subspecii cunoscute.